# Pierre Joseph Jeanningros
Pierre Jean Joseph Jeanningros, né le 21 novembre 1816 à Besançon et mort le 24 février 1902 à Paris 17e, est un général français célèbre pour avoir commandé la Légion étrangère.

## Biographie
Le 20 novembre 1834, il devient soldat, comme enfant de troupe au  66e Régiment d'Infanterie de Ligne, l'unité de son père. Il est promu caporal le 6 juillet 1835, fourrier le 14 décembre 1836 et fourrier de grenadier le 21 avril 1836. Le 1er décembre 1836, il est muté comme sergent au régiment de zouaves. Il passe sergent-major le 16 août 1837 et sous-lieutenant le 21 juin 1840.
Le 8 septembre 1841, il est affecté comme sous-lieutenant au  2e Régiment de Zouaves. Il est promu lieutenant
le 2 janvier 1842 et capitaine le 10 juillet 1847.
Le 14 mars 1852, il revient comme capitaine au  1er Régiment de Zouaves et est nommé capitaine adjudant major le 3 mai 1852.
Le 7 février 1854, il est chef de bataillon au  43e Régiment d'Infanterie de Ligne et se trouve muté le 4 juillet 1855 au  1er Régiment de Voltigeurs de la Garde.
Le 2 octobre 1855, il est promu lieutenant-colonel au  82e Régiment d'Infanterie de Ligne et passe colonel le 12 juillet 1859 au  43e Régiment d'Infanterie de Ligne.
Sur décision ministérielle, il est affecté comme colonel au Régiment étranger au Mexique et devient commandant supérieur de la Veracruz et des Terres Chaudes du 14 juin 1863 au 26 février 1864. À partir du 20 juin 1865, il est investi au commandement de la subdivision de Monterrey, comprenant les États de Coahuila et Nouveau Léon.
Le 1er août 1865, il est nommé général de brigade, commandant de la 2e brigade de la 2e division et des mêmes États. Il conserve en outre le commandement du Régiment étranger, jusqu'au 31 mai 1866. Il est alors nommé commandant supérieur des États de Querétaro et de la Sierra.
Il rentre en France avec l'armée d'occupation et débarque à Saint-Nazaire le 28 mars 1867. Il est nommé par décision impériale du 30 mars 1867 au commandement de la 1re brigade de la 2e Division d'Infanterie de la Garde impériale, comprenant :
- Les zouaves,
- Le  1er Régiment de Grenadiers,
- Le régiment de gendarmerie.

Le 23 octobre 1870, il est fait prisonnier de guerre par suite de la capitulation de l'Armée de Metz et il est interné en Allemagne à Aix-la-Chapelle. Il rentre en France le 12 mars 1871 et il est en disponibilité.
Le 11 juin 1871, il est nommé au commandement de la subdivision d'Indre-et-Loire, à Tours.
Le 17 août 1871, il est nommé au commandement de la 2e brigade de la 1re division du 4e Corps de l'armée de Versailles, par décision ministérielle.
Par décret du 22 mai 1873, il est promu général de division et placé dans la position de disponibilité, à compter du 1er juin. Le 18 octobre 1873, il est nommé au commandement de la  13eDivision d'Infanterie, faisant partie du  1er Corps d'Armée, commandé par le général duc d'Aumale.
Le 16 juin 1874, il devient inspecteur général du 13e arrondissement d'Infanterie et ajoute progressivement à son commandement actif, celui des subdivisions des régions de Bourg, Belley, Langres. Du 30 juin 1876 au 2 juillet 1877, il est inspecteur général du 13e arrondissement d'Infanterie.
Le 22 janvier 1878, il est nommé commandant de la  8e Division d'Infanterie, au  4e corps d'armée. Du 27 mai 1878 au 12 mai 1881, il est inspecteur général du 8e arrondissement d'infanterie. En octobre 1881, il réunit au commandement de sa division celui des subdivisions de la Mayenne, de Laval, du Mans, d'Alençon et d'Argentan.
À compter du 21 novembre 1881, il est admis par décision présidentielle dans la section de réserve. Le 23 novembre, à sa demande, il est admis à faire valoir ses droits à la pension de retraite. Il est officiellement retraité par décret du 17 janvier 1882 après 48 années de service.
En 1883, il est nommé inspecteur général des bataillons scolaires. Ce mouvement patriotique regroupe des instituteurs et des anciens militaires, désireux d'inculquer des rudiments de culture physique et de discipline aux jeunes Français.
En 1889, il se retire à Servon (Seine-et-Marne).

## Décorations, titres, honneurs
Sa bravoure lors des combats pour la conquête de l'Algérie le firent surnommer "le Bayard des braves"
Six fois blessé au feu, il est titulaire de quatre citations.
- 1843, chevalier de la Légion d'honneur.
- 1856, officier de la Légion d'honneur.
- 1856, décoration de 4e classe de l'Ordre Ottoman de Medjidié.
- 1863, médaille de sa majesté le roi de Sardaigne (campagne de Crimée).
- 1863, commandeur de l'Ordre impérial de la Légion d'honneur.
- 1864, commandeur de l'Ordre impérial de Notre-Dame de Guadalupe.
- 1866, grand officier de l'Ordre impérial de Notre-Dame de Guadalupe.
- 1877, grand officier de la Légion d'honneur.

Il était aussi titulaire des décorations suivantes :
- Médaille de Crimée
- Médaille commémorative d'Italie
- Médaille commémorative du Mexique
- Médaille de la valeur de Sardaigne
- Commandeur de l'Ordre impérial de Notre-Dame de Guadalupe
- Médaille du roi de Sardaigne
- Décoration de 4e classe de l'Ordre Ottoman de Medjidié

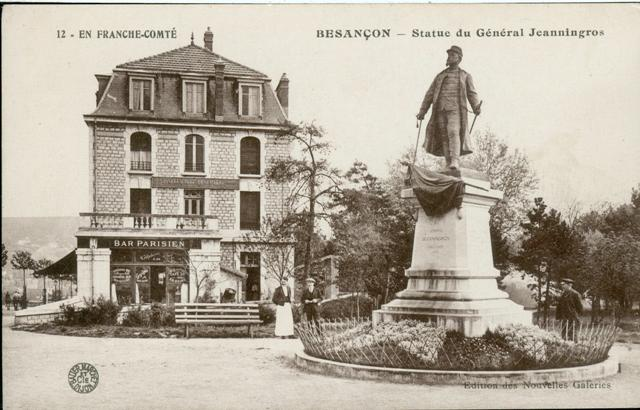
Général Jeanningros (statue détruite en 1942)

Depuis 1986, une rue de Servon porte son nom.
Une statue du général fut inaugurée le 15 août 1909 à Besançon, sa ville natale,  par le ministre de la guerre de l'époque, le général Brun. Elle était située en face de la gare, à proximité du Nouvel Hôtel, sur l'emplacement d'une lunette datant de Vauban. En vue de la construction du monument aux morts de la guerre 14/18, la statue sera ensuite déplacée avenue d'Helvétie. Fabriquée en bronze, le régime de Vichy ordonnera, en 1942, qu'elle soit fondue en même temps que celle de Pierre Joseph Proudhon située à peu de distance pour récupérer les métaux. Des étudiants la jetteront dans le Doubs pour éviter, en vain, sa destruction.